# 1887 год в литературе

## Произведения
- «Впотьмах» — повесть Николая Вагнера.
- «В сумерках» — сборник рассказов А. П. Чехова.
- «Дома» — рассказ А. П. Чехова.
- «Дорога во Францию» — роман Жюля Верна.
- «Иванов» — пьеса А. П. Чехова.
- «Каштанка» — рассказ А. П. Чехова.
- «Монт-Ориоль» (Mont-Oriol) — роман французского писателя Ги де Мопассана (публикация).
- «Ольд-Дикс» — повесть Николая Вагнера.
- «Письмо ангела-хранителя» — произведение Марка Твена (опубликовано в 1946).
- «Север против Юга» — роман Жюля Верна.
- «Сирена» — рассказ А. П. Чехова.
- «Человек на часах» — рассказ Н. С. Лескова.
- «Этюд в багровых тонах» (A Study in Scarlet) — детективная повесть Артура Конана Дойля.
- «Война в XX веке» — футуристический роман французского писателя и карикатуриста Альбера Робида.

## Родились
- 10 января — Жозе Америко де Алмейда, бразильский писатель (умер в 1980 году).
- 30 января — Сигизмунд Доминикович Кржижановский, русский советский писатель и драматург, философ, историк и теоретик театра (умер в 1950 году).
- 24 февраля — Мэри Эллен Чейз, американская писательница, учёный и педагог (ум. 1973).
- 14 марта — Абдулхак Чинаси Хисар, турецкий писатель и поэт (умер в 1963).
- 17 марта — Гундаппа, индийский писатель и поэт (умер в 1975)
- 10 мая — Якоб Корнелис Блум, голландский поэт и прозаик (умер в 1966 году).
- 25 мая — Ансельмо Буччи, итальянский писатель (умер в 1955 году).
- 7 июня — Борис Владимирович Гомзин, украинский поэт, прозаик, драматург, публицист (умер в 1965 году).
- 28 июня — Эрнест Бойд, американско-ирландский писатель, драматург, переводчик, журналист (умер в 1946 году).
- 8 августа — Шмуэль Йосеф Агнон, израильский писатель, лауреат Нобелевской премии по литературе 1966 года (умер в 1970 году)
- 2 сентября — Джованни Бойне, итальянский писатель, поэт и критик (умер в 1917 году)
- 1 октября — Питер Николаас ван Эйк, нидерландский писатель, поэт, литературный критик и историк литературы (умер в 1954).
- 3 октября — Стелла Благоева, болгарская писательница (умерла в 1954 году).
- 3 ноября — Самуил Яковлевич Маршак, советский поэт и переводчик (умер в 1964 году).
- 30 ноября — Пьер Мария Россо ди Сан-Секондо, итальянский писатель, журналист и драматург (умер в 1956 году).

## Умерли
- 13 января – Драгутин Антон Бакотич, хорватский писатель.
- 31 января — Семён Яковлевич Надсон, русский поэт (родился в 1862 году).
- 19 марта — Михаил Павлович Розенгейм, русский поэт и публицист (родился в 1820).
- 17 мая — Луи-Жозеф Альвен, бельгийский поэт, драматург (родился в 1806 году).
- 1 августа — Михаил Никифорович Катков, русский публицист, издатель, литературный критик, редактор «Русского вестника» (родился в 1818 году).
- 22 ноября — Арнольд Борисович Думашевский, российский юрист-цивилист, писатель и благотворитель[1].